# ピート・ドクター
ピーター・"ピート"・ハンス・ドクター（Peter "Pete" Hans Docter、1968年8月10日 - ）はアメリカの映画監督であり、ピクサー・アニメーション・スタジオのチーフ・クリエイティブ・オフィサーである。

## 略歴
ミネソタ州ブルーミントン出身。ピクサー映画の『モンスターズ・インク』を監督したことでよく知られている。彼はブルーミントンのジョン・F・ケネディ高校を卒業した。ミネソタ大学に1年間通った後、カリフォルニア芸術大学に編入し、卒業間近の1990年に恩師の紹介でアニメーターを探していたピクサー・スタジオに就職。
ピクサーに加わる前に、ピートは3作の非コンピュータアニメーション、『Next Door』、『Palm Springs』、『Winter』を製作した。
ドクターはピクサースタジオで、『トイ・ストーリー』、『トイ・ストーリー2』、『バグズ・ライフ』、および『モンスターズ・インク』を製作する上で不可欠の存在であった。彼は、スクリプトの共著者としてそれらのアニメ映画に貢献し、ジョン・ラセター、アンドリュー・スタントン、およびジョー・ランフトのような一流のCGIクリエイターと共に働いた。また、彼は『Mr.インクレディブル』のDVDの特典ディスクに収録されているショートアニメ『Mr.Incredible and Pals』でMr.インクレディブルの吹き替えをした。これらの映画すべてが高い評価を受けている。
2004年、ピートは『ハウルの動く城』の英訳を監督するようにジョン・ラセターから依頼された。彼は映画『カーズ』の製作を助けるので忙しかったので、ラセターはその企画を頓挫した。
2009年5月29日に公開された『カールじいさんの空飛ぶ家』でも監督を務め、第37回アニー賞映画監督賞を受賞した。
2009年の第66回ヴェネツィア国際映画祭で、ジョン・ラセター、ブラッド・バード、アンドリュー・スタントン、リー・アンクリッチと共に、アニメ映画への多大な貢献を評価され栄誉金獅子賞を受賞した。
2018年、ラセターの後任としてピクサーのCCOに就任した。

## 私生活
アマンダ・ドクターと結婚し、ニック（ニコラス）とエリー（エリザベス）という子供がいる。キリスト教徒。
宮崎駿を尊敬しており、自身の選ぶベスト映画に『となりのトトロ』を挙げている。

## 作品

### 監督
| 年   | 題名                                     | 備考                       |
| ---- | ---------------------------------------- | -------------------------- |
| 2001 | モンスターズ・インク Monsters, Inc.      | 監督・原案・声の出演       |
| 2002 | マイクとサリーの新車でGO! Mike's New Car | 監督・原案                 |
| 2009 | カールじいさんの空飛ぶ家 Up              | 監督・脚本・原案・声の出演 |
| 2015 | インサイド・ヘッド Inside Out            | 監督・脚本・原案・声の出演 |
| 2020 | ソウルフル・ワールド Soul                | 監督・脚本・原案           |

### 製作
| 年   | 題名                                             | 備考                                 |
| ---- | ------------------------------------------------ | ------------------------------------ |
| 1995 | トイ・ストーリー Toy Story                       | 原案・スーパーバイジングアニメーター |
| 1999 | トイ・ストーリー2 Toy Story 2                    | 原案                                 |
| 2004 | Mr.インクレディブル The Incredibles              | 声の出演                             |
| 2008 | ウォーリー WALL-E                                | 原案・製作総指揮                     |
| 2010 | トイ・ストーリー3 Toy Story 3                    | シニアクリエイティブチーム：ピクサー |
| 2012 | メリダとおそろしの森 Brave                       | 製作総指揮                           |
| 2013 | モンスターズ・ユニバーシティ Monsters University | 製作総指揮                           |
| 2019 | トイ・ストーリー4 Toy Story 4                    | 製作総指揮                           |
| 2020 | 2分の1の魔法 Onward                              | 製作総指揮                           |
| 2021 | あの夏のルカ Luca                                | 製作総指揮                           |
| 2022 | 私ときどきレッサーパンダ Turning Red             | 製作総指揮                           |
| 2022 | バズ・ライトイヤー Lightyear                     | 製作総指揮・脚本                     |
| 2023 | マイ・エレメント Elemental                       | 製作総指揮                           |
| 2024 | 星つなぎのエリオ Elio                            | 製作総指揮                           |